# اورلاندو رامیرس
اورلاندو رامیرس (اسپانیایی: Orlando Ramírez‎; ۷ مهٔ ۱۹۴۳ – ۲۶ ژوئیهٔ ۲۰۱۸) بازیکن فوتبال اهل شیلی بود.
از باشگاه‌هایی که در آن بازی کرده‌است می‌توان به باشگاه فوتبال یونیورسیداد کاتولیکا اشاره کرد.
وی همچنین در تیم ملی فوتبال شیلی بازی کرده‌است.